# Berthe Morisot

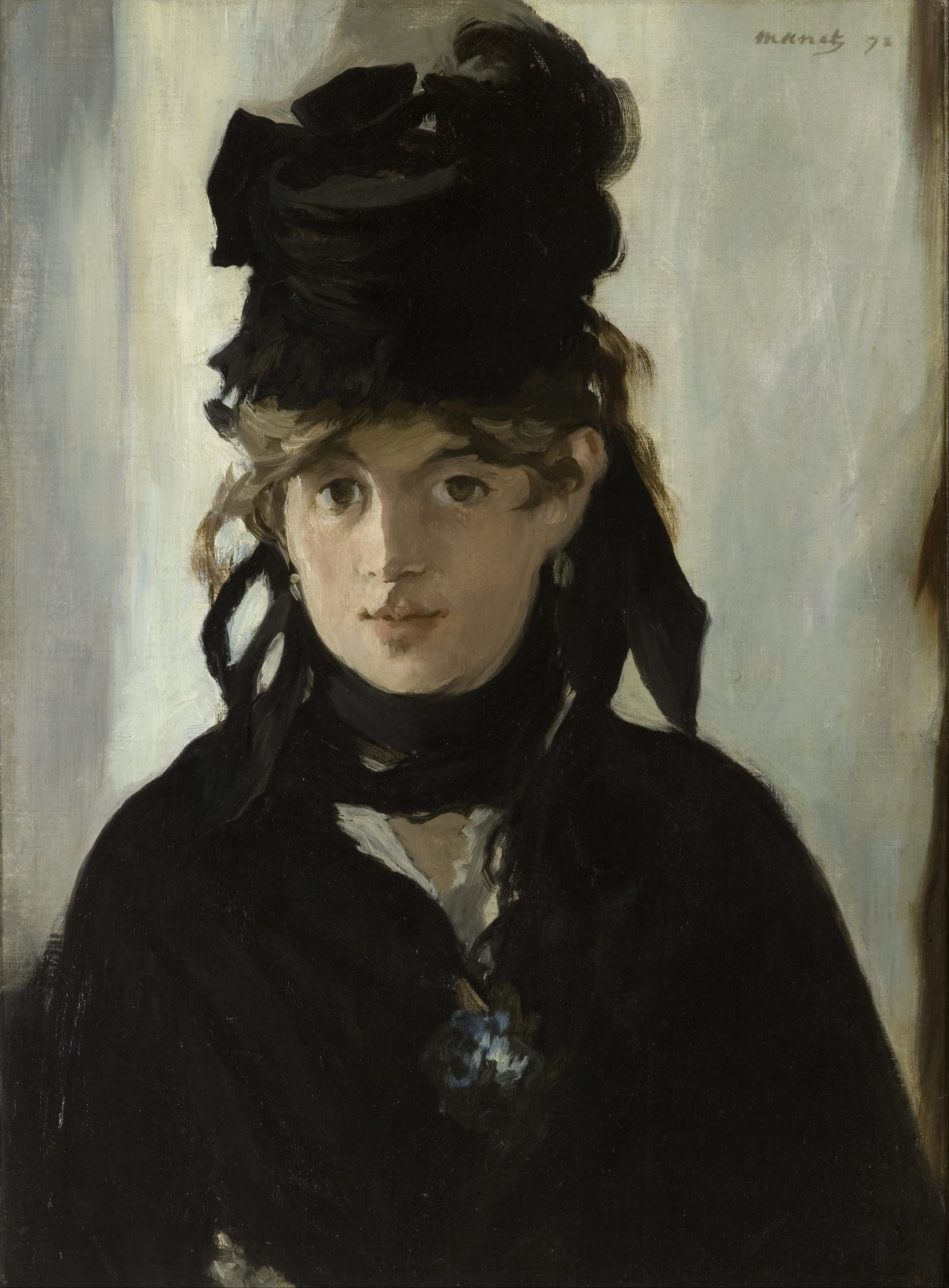
Berthe Morisot med en bukett violer av Édouard Manet 1872.

Berthe Morisot, född 14 januari 1841 i Bourges i Cher, död 2 mars 1895 i Paris, var en fransk målare som kom att tillhöra impressionisterna.

## Biografi
Berthe Morisot var den yngsta av tre döttrar, deras far var en rik tjänsteman. Berthe Morisots mamma var Marie-Josephine-Cornelie Thomas. Hon och systern Edma studerade teckning tillsammans, men bara Berthe kom att utveckla det fullt ut. Morisot studerade vid École des Beaux-Arts i Paris och sedan för Camille Corot. Morisot gifte sig med Édouard Manets yngre bror Eugène 1874, det var en förbindelse som säkrade hennes ställning socialt och ekonomiskt, samtidigt som den gav en sympatisk omgivning för henne att fortsätta måla. De fick ett barn, Julie Manet, som sedermera själv blev konstnär. 
Morisots känsliga impressionistiska formspråk påverkade på 1870-talet hennes svåger Manet. Bland de nästan sextio konstnärer som ställde ut på åtminstone en av de åtta impressionistutställningarna, fanns det tre framträdande kvinnor: Berthe Morisot som deltog från början, Mary Cassatt – en utlandsstationerad amerikanska och vän till Degas samt Marie Bracquemond – hustru till etsaren Félix Bracquemond.
Berthe Morisot dog år 1895 av lunginflammation.

## Konstnärskap
Det var på Louvren som Morisot mötte Claude Monet, Frédéric Bazille och Auguste Renoir tack vare Henri Fantin-Latour 1868. År 1874 deltog hon i den första impressionistutställningen tillsammans med Paul Cézanne, Edgar Degas, Armand Guillaumin, Monet, Camille Pissarro, Renoir och Alfred Sisley i den beryktade fotografen Félix Nadars fotostudio i Paris. Denna grupp utgjorde större delen av impressionismens inre krets. Målningen Vaggan visades på den första impressionistutställningen 1874. Hon deltog i sju av de följandes åtta utställningar som impressionisterna anordnade. 
Morisot fick ett verk antaget till Parissalongen 1864, dock hängdes det dåligt genom att placeras längst bak i lokalen så att det inte skulle chockera.
Den impressionistiska stilen med det skissartade uttrycket, betoningen av färg snarare än form samt det flyktiga och tillfälliga i motiven uppfattades av samtiden som kvinnligt. Att Morisot målade så utpräglat impressionistiskt ansågs därför ofta som passande. Hennes teknik var helt enkelt lämplig för en kvinna. 
Hennes skissartade teknik och fria penseldrag var också kopplade till rokokomästare som François Boucher och Jean-Honoré Fragonard, konstnärer som favoriserade bilder av kvinnor och stöddes av framstående kvinnliga beskyddare.
I hennes kompositioner kan man se en lek med rumslighet och yta. Dessa idéer tycks ha kommit fram ur samtal konstnärerna emellan. Spår av detta går att finna hos flera andra impressionistiska konstnärer, bland andra Monet och Degas. Ofta i Morisots målningar återkommer en komposition som delar in bilden i två rumsliga avdelningar: i Balkongen ser man exempelvis från en avgränsad balkong ut över en utbredd vy.
Impressionismen var i allmänhet relativt tillåtande för kvinnliga konstnärer, då den bröt ned genrehierarkin som ställde bland annat historiemåleriet högre än vardagsmotiv. De kvinnliga konstnärerna kunde därför utan att hämmas av en mer begränsad utbildning än männen inom exempelvis krokiteckningen, som behövdes inom historiemåleri, hämta motiv ur sin egen sfär: hemmet och vardagen, utan att nedvärderas på grund av det.
Morisot målade nästan uteslutande motiv från den borgerliga kvinnans privata och sociala sfär: vardagliga scener från bland annat hemmet, trädgården, parker och teatern. Hennes motiv är en direkt avspegling av de platser som var tillgängliga för henne som kvinna. Hennes visualiseringar var mer eller mindre inom konventionerna för samtida bilder med undantag för hennes hantering av färg.
Kvinnor var ofta motivet i impressionisternas måleri, som tenderade att legitimera de roller kvinnor var socialt gjutna i, vilket gjorde att de deltog i byggandet och bibehållandet av könsstereotyper och ideal. Det råder delade meningar om huruvida Morisot med sina målningar av kvinnor upprätthöll de rådande idealen eller ej. Kvinnors sociala begränsningar kan tolkas som närvarande i hennes verk. Till skillnad från manliga konstnärer målade hon enbart av kvinnor i sin närhet, damer som höll sig inom den sociala normen: hon hade ju inte tillgång till ”den andra kvinnovärlden”  – teaterns kulisser, kaféer, nöjeslokaler, bordeller.
Morisot hade alltså inte möjlighet att röra sig fritt i samhället – men hon betraktades av kritikerna som konstnärligt likställd de manliga kollegerna, hon umgicks med flera av de manliga impressionisterna och räknade dem som vänner. Hon kunde inte vistas på caféer och andra mötesplatser, men besökte regelbundet Monets torsdagssoiréer, där hon mötte andra konstnärer och kritiker. Genom den personliga kontakten med dessa och andra konstnärer deltog Morisot i samtal och utbyte av idéer. Hon hade en hög status i samtiden. En kritiker för Le Temps beskrev henne som ”den enda verkliga impressionisten i den här gruppen”. Trots det uppmärksammades Morisot likt många andra kvinnliga konstnärer mest för sin sammankoppling med manliga konstnärer, fram till återupptäckandet och den stora retrospektiva utställningen 1987.

## Eftermäle
Nedslagskratern Morisot på planeten Venus och asteroiden 6935 Morisot är uppkallade efter henne.

## Galleri

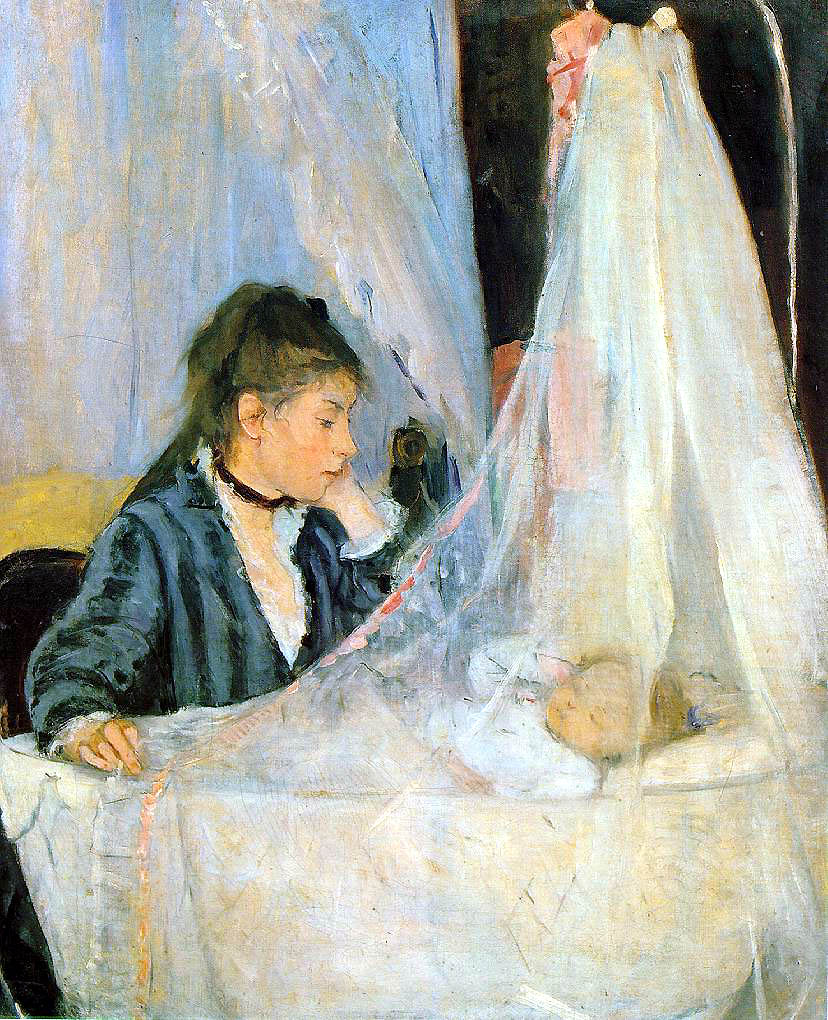
"Vaggan" (1872). Musée d'Orsay, Paris.
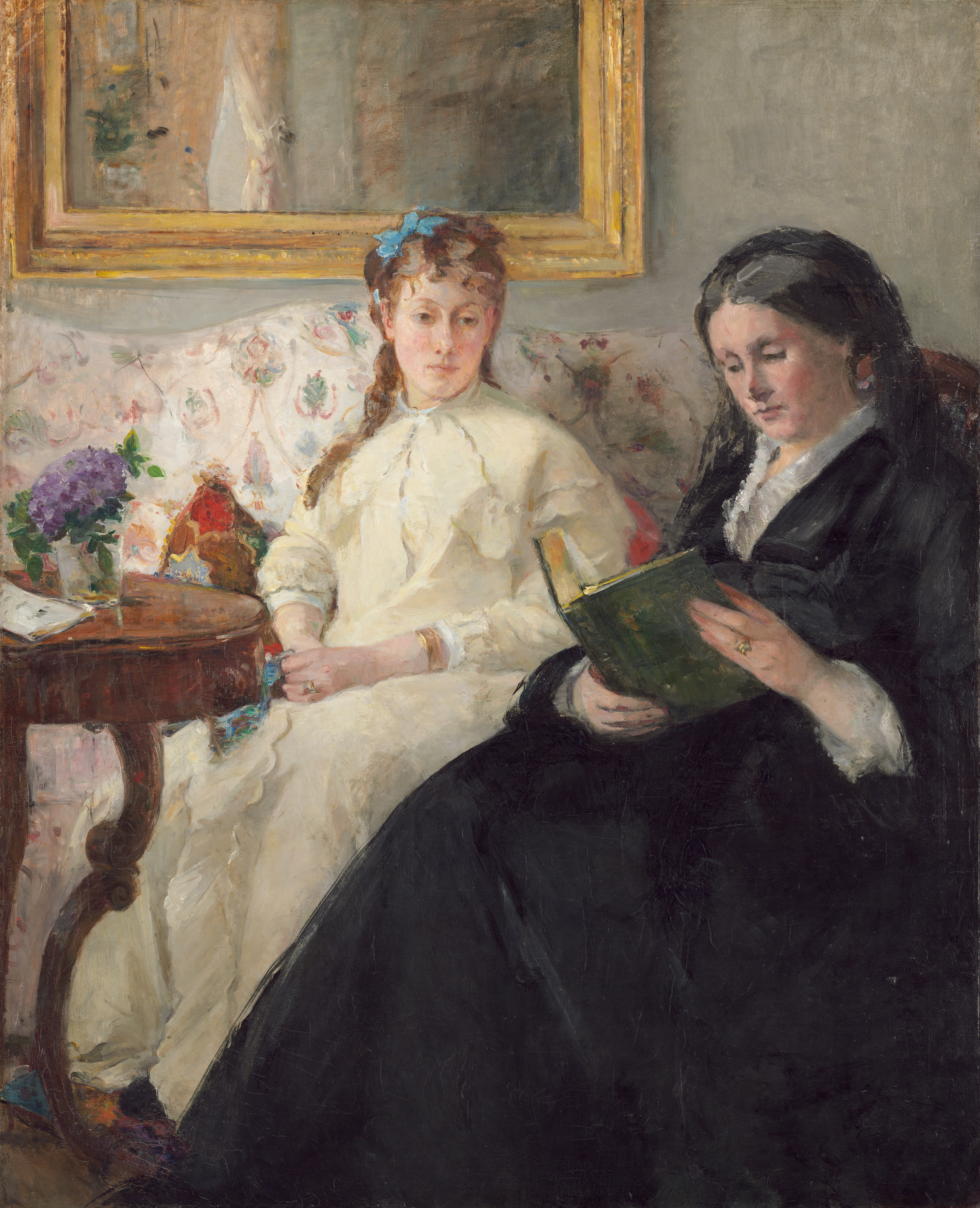
Konstnärens mor och syster
I Boulogneskogen (cirka 1879), Nationalmuseum.
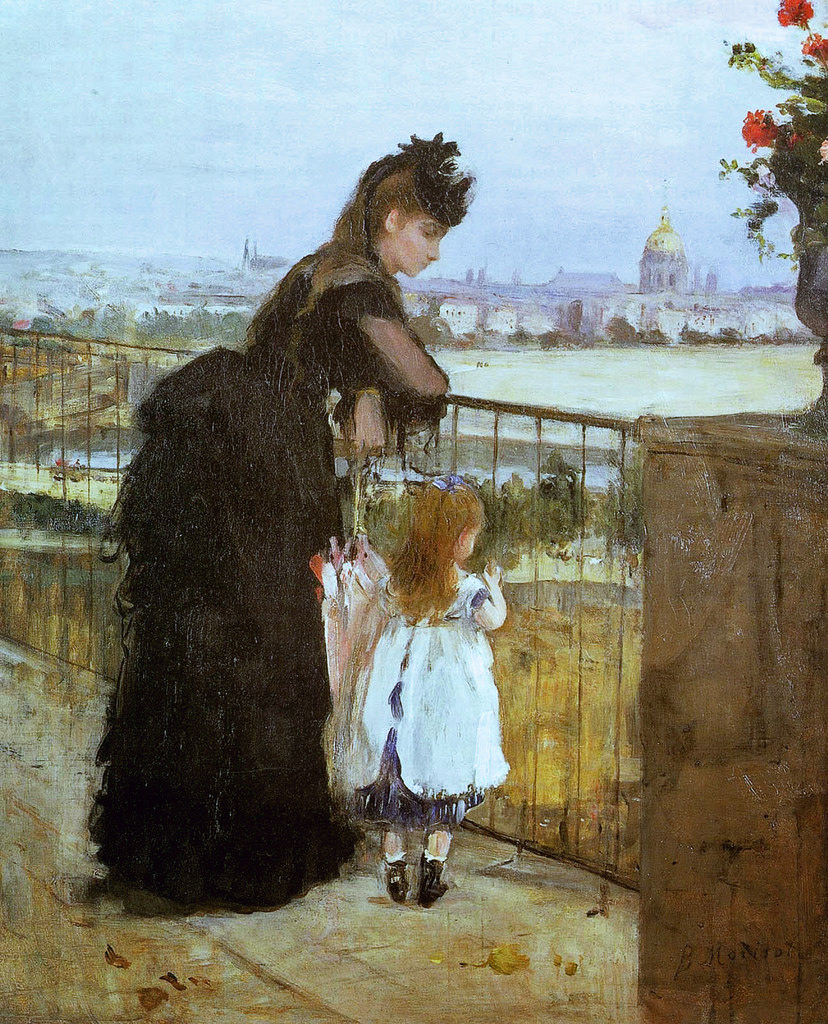
"Femme et enfant au balcon" (svenska: Kvinna och barn på balkong), (1872), Ittleson Foundation.